# Victor Topanou
Prudent Victor Topanou né en juillet 1963, est un universitaire et parlementaire béninois. Ancien ministre de la Justice et Garde des Sceaux du Bénin (2009-2011), il est membre de la commission chargée des réformes politiques et institutionnelles, mise en place par Patrice Talon en 2016.

## Biographie

### Enfance et formations
Prudent Victor Topanou est né en juillet 1963 à Cotonou. Il est maître de conférences des universités.

### Carrière
En 2012, Prudent Victor Topanou devient chef du département de sciences politiques de la Faculté de droit et de sciences politiques de l'Université d'Abomey-Calavi.
Lorsque Thomas Boni Yayi devient président, Prudent Victor Topanou est nommé Conseiller juridique. Quelques mois plus tard, il est promu Secrétaire Général du gouvernement. Il est ensuite Garde des Sceaux, ministre de la Justice, de la législation et des droits de l’homme et porte-parole du gouvernement en 2009. Il fait partie de la commission chargée des réformes politiques et institutionnelles, mise en place par Patrice Talon en 2016,,,,. Élu député à l'Assemblée nationale en janvier 2023, il y préside la Commission de l'Éducation, de la Culture, de l'Emploi et des Affaires Sociales.

## Œuvres
- Introduction à la sociologie politique du Bénin[8],
- Boni Yayi, ou le grand malentendu - Le quatrième président du renouveau démocratique béninois[9],
- L'éthique de la coopération internationale et l'effectivité des droits humains[10].